# Liste des distinctions et des nominations reçues par Gorillaz
 (juin 2022).
La mise en forme du texte ne suit pas les recommandations de Wikipédia : il faut le « wikifier ».
Les points d'amélioration suivants sont les cas les plus fréquents :
- Les titres sont pré-formatés par le logiciel. Ils ne sont ni en capitales, ni en gras.
- Le texte ne doit pas être écrit en capitales (les noms de famille non plus), ni en gras, ni en italique, ni en « petit »…
- Le gras n'est utilisé que pour surligner le titre de l'article dans l'introduction, une seule fois.
- L'italique est rarement utilisé : mots en langue étrangère, titres d'œuvres, noms de bateaux, etc.
- Les citations ne sont pas en italique mais en corps de texte normal. Elles sont entourées par des guillemets français : « et ».
- Les listes à puces sont à éviter, des paragraphes rédigés étant largement préférés. Les tableaux sont à réserver à la présentation de données structurées (résultats, etc.).
- Les appels de note de bas de page (petits chiffres en exposant, introduits par l'outil «  Source ») sont à placer entre la fin de phrase et le point final[comme ça].
- Les liens internes (vers d'autres articles de Wikipédia) sont à choisir avec parcimonie. Créez des liens vers des articles approfondissant le sujet. Les termes génériques sans rapport avec le sujet sont à éviter, ainsi que les répétitions de liens vers un même terme.
- Les liens externes sont à placer uniquement dans une section « Liens externes », à la fin de l'article. Ces liens sont à choisir avec parcimonie suivant les règles définies. Si un lien sert de source à l'article, son insertion dans le texte est à faire par les notes de bas de page.
- La présentation des références doit suivre les conventions bibliographiques. Il est recommandé d'utiliser les modèles {{Ouvrage}}, {{Chapitre}}, {{Article}}, {{Lien web}} et/ou {{Bibliographie}}. Le mode d'édition visuel peut mettre en forme automatiquement les références.
- Insérer une infobox (cadre d'informations à droite) n'est pas obligatoire pour parachever la mise en page.

Pour une aide détaillée, merci de consulter Aide:Wikification.
Si vous pensez que ces points ont été résolus, vous pouvez retirer ce bandeau et améliorer la mise en forme d'un autre article.
Cette liste est dynamique en ce qu'elle évolue régulièrement et ne sera peut-être jamais complète. Vous pouvez la compléter en citant des sources fiables.
Gorillaz est un groupe virtuel britannique créé en 1998 par Damon Albarn du groupe de rock Blur, et Jamie Hewlett, co-créateur du comic book Tank Girl. En regardant MTV, Hewlett a eu l'idée de créer le groupe, et a plus tard déclaré, « If you watch MTV for too long, it's a bit like hell – there's nothing of substance there. So we got this idea for a cartoon band, something that would be a comment on that. » (traduction : « Si vous regardez MTV pendant trop longtemps, c'est un peu comme l'enfer - il n'y a rien de substantiel. On a donc eu l'idée d'un groupe dessiné, quelque chose qui serait un commentaire sur ce qui se passe. ») Gorillaz est un groupe virtuel constitué de quatre membres : 2D, Murdoc, Noodle, et Russel Hobbs. Ils sont utilisés dans les supports promotionnels tels que les couvertures d'albums, des posters, et dans les concerts, durant lesquels des versions holographiques des personnages sont utilisées. La musique du groupe est souvent une collaboration entre plusieurs musiciens : Albarn est le seul membre musical permanent du groupe. Gorillaz a sorti sept albums studio, tous sur les labels Parlophone et Virgin : Gorillaz (2001), Demon Days (2005), Plastic Beach (2010), The Fall (version digitale en 2010, version physique en 2011), Humanz (2017), The Now Now (2018) and Song Machine, Season One: Strange Timez (2020).
Gorillaz a reçu onze nominations aux BRIT Award : six en 2002, deux en 2006, une en 2011, une en 2018 et une en 2019. En 2006, Gorillaz reçoit son seul Grammy Award, l'award de la Best Pop Collaboration with Vocals (en) pour la chanson Feel Good Inc. Le groupe a reçu quatorze nominations pour les MTV Europe Music Awards, en gagnant trois d'entre elles : Best Dance Act et Best Song pour Clint Eastwood en 2001, et Best Group en 2005. Aux MTV Video Music Awards, Gorillaz a reçu les deux awards des meilleurs effets visuels et de l'innovation (Breakthrough Video) pour Feel Good Inc. en 2005. En tout, Gorillaz a reçu 26 awards pour 79 nominations.

## Mercury Prize Award
Les Mercury Prize sont des récompenses annuelles de la British Phonographic Industry et de la British Association of Record Dealers. En 2001, leur premier album, Gorillaz, a été nommé pour un Mercury Prize, mais cela a été retiré à la demande du groupe. Murdoc Niccals, le bassiste virtuel du groupe, a décrit la nomination ainsi : « It's like carrying a dead albatross round your neck for eternity » (traduisible comme : « C'est comme porter un albatros mort autour du cou pour l'éternité »). C'est la seule fois que Gorillaz a demandé que leur nomination soit retirée.

## Billboard Video Music Awards
,
| Année | Travail nommé                | Catégorie                                 | Résultat   |
| ----- | ---------------------------- | ----------------------------------------- | ---------- |
| 2001  | Clint Eastwood               | Maximum Vision Award                      | Lauréat    |
| 2001  | Clint Eastwood               | Best Modern Rock New Artist Clip          | Lauréat    |
| 2001  | Clint Eastwood               | Best Rap/Hip-Hop New Artist Clip          | Lauréat    |
| 2001  | Jamie Hewlett/Pete Candeland | Director of the Year (for Clint Eastwood) | Nomination |

## Brit Awards
Les Brit Awards sont les récompenses annuelles de la musique pop de la British Phonographic Industry. Gorillaz a reçu un award pour dix nominations,,.
| Année | Travail nommé    | Catégorie                  | Résultat   |
| ----- | ---------------- | -------------------------- | ---------- |
| 2002  | Gorillaz         | British Group              | Nomination |
| 2002  | Gorillaz         | British Dance Act          | Nomination |
| 2002  | Gorillaz         | British Breakthrough Act   | Nomination |
| 2002  | Clint Eastwood   | British Single of the Year | Nomination |
| 2002  | Clint Eastwood   | British Video of the Year  | Nomination |
| 2002  | Gorillaz (album) | British Album of the Year  | Nomination |
| 2006  | Demon Days       | British Album of the Year  | Nomination |
| 2006  | Gorillaz         | British Group              | Nomination |
| 2011  | Gorillaz         | British Group              | Nomination |
| 2018  | Gorillaz         | British Group              | Lauréat    |
| 2019  | Gorillaz         | British Group              | Nomination |

## GAFFA Awards

### GAFFA Awards du Danemark
Délivrés depuis 1991, les GAFFA Awards sont des awards danois qui récompensent les musiques populaires, décernés par le magazine du même nom.
| Année | Travail nommé | Catégorie            | Résultat   |
| ----- | ------------- | -------------------- | ---------- |
| 2001  | Gorillaz      | Best Foreign New Act | Nomination |
| 2010  | Stylo         | Best Foreign Video   | Lauréat    |
| 2019  | Gorillaz      | Best Foreign Band    | Nomination |

### GAFFA Awards de Suède
Délivrés depuis 2010, les GAFFA Awards (Suédois: GAFFA Priset) sont des awards suédois qui récompensent la musique populaire, décernés par le magazine du même nom.
| Année | Travail nommé | Catégorie         | Résultat   |
| ----- | ------------- | ----------------- | ---------- |
| 2018  | Gorillaz      | Best Foreign Band | Nomination |

## Grammy Awards
Les Grammy Awards sont décernés annuellement par la National Academy of Recording Arts and Sciences des États-Unis. Gorillaz a reçu un award pour onze nominations,.
| Année | Travail nommé                       | Catégorie                              | Résultat   |
| ----- | ----------------------------------- | -------------------------------------- | ---------- |
| 2002  | Clint Eastwood                      | Best Rap Performance by a Duo or Group | Nomination |
| 2004  | Phase One: Celebrity Take Down      | Best Music Video, Long Form            | Nomination |
| 2006  | Feel Good Inc. (with De La Soul)    | Best Pop Collaboration with Vocals     | Lauréat    |
| 2006  | Feel Good Inc. (with De La Soul)    | Record of the Year                     | Nomination |
| 2006  | Feel Good Inc. (with De La Soul)    | Best Music Video, Short Form           | Nomination |
| 2006  | Dirty Harry                         | Best Urban/Alternative Performance     | Nomination |
| 2007  | Demon Days Live                     | Best Music Video, Long Form            | Nomination |
| 2011  | Orchestral Intro                    | Best Pop Instrumental Performance      | Nomination |
| 2011  | Stylo (with Mos Def & Bobby Womack) | Best Music Video, Short Form           | Nomination |
| 2018  | Humanz                              | Best Alternative Music Album           | Nomination |
| 2018  | Andromeda                           | Best Dance Recording                   | Nomination |

## GQ Awards
Les GQ Awards est une cérémonie annuelle de récompenses fondée par le magazine pour homme GQ. Gorillaz a reçu un awards pur une seule nomination.
| Année | Travail nommé | Catégorie        | Résultat |
| ----- | ------------- | ---------------- | -------- |
| 2010  | Gorillaz      | Band of the Year | Lauréat  |

## MTV Europe Music Awards
Les MTV Europe Music Awards est une cérémonie annuelle de récompenses établie en 1994 par MTV Europe. Gorillaz a reçu trois awards pour quatorze nominations.
| Année | Travail nommé  | Catégorie                    | Résultat   |
| ----- | -------------- | ---------------------------- | ---------- |
| 2001  | Gorillaz       | Best Group                   | Nomination |
| 2001  | Gorillaz       | Best New Act                 | Nomination |
| 2001  | Gorillaz       | Best Dance                   | Lauréat    |
| 2001  | Gorillaz       | Web Award                    | Nomination |
| 2001  | Gorillaz       | Best UK and Ireland Act      | Nomination |
| 2001  | Clint Eastwood | Best Song                    | Lauréat    |
| 2001  | Clint Eastwood | Best Video                   | Nomination |
| 2005  | Gorillaz       | Best Group                   | Lauréat    |
| 2005  | Gorillaz       | Best Pop                     | Nomination |
| 2005  | Gorillaz       | Best UK and Ireland Act      | Nomination |
| 2005  | Feel Good Inc. | Best Song                    | Nomination |
| 2005  | Feel Good Inc. | Best Video                   | Nomination |
| 2010  | Gorillaz       | Best Alternative             | Nomination |
| 2010  | Gorillaz       | Best World Stage Performance | Nomination |

## MTV Video Music Awards
Les MTV Video Music Awards est une cérémonie annuelle de récompenses établie en 1984 par MTV. Gorillaz a reçu deux awards pour six nominations,.
| Année | Travail nommé  | Catégorie            | Résultat   |
| ----- | -------------- | -------------------- | ---------- |
| 2001  | Clint Eastwood | Breakthrough Video   | Nomination |
| 2001  | Clint Eastwood | Best Art Direction   | Nomination |
| 2001  | Clint Eastwood | MTV2 Award           | Nomination |
| 2005  | Feel Good Inc. | Best Special Effects | Lauréat    |
| 2005  | Feel Good Inc. | Breakthrough Video   | Lauréat    |
| 2010  | Stylo          | Breakthrough Video   | Nomination |

## NME Awards
Les NME Awards est une cérémonie annuelle de récompenses fondée par le magazine musical NME. Gorillaz a reçu un award pour deux nominations,.
| Année | Travail nommé | Catégorie                      | Résultat   |
| ----- | ------------- | ------------------------------ | ---------- |
| 2006  | Gorillaz      | John Peel Award for Innovation | Lauréat    |
| 2006  | Dare          | Best Video                     | Nomination |
| 2011  | Stylo         | Best Track                     | Nomination |
| 2011  | Stylo         | Best Video                     | Nomination |
| 2011  | Plastic Beach | Best Album Artwork             | Nomination |

## Popjustice Twenty Quid Music Prize
Les Popjustice £20 Music Prize, aussi connu comme les « Popjustice Twenty Quid Prize », est un prix annuel décerné par le site web musical Popjustice pour récompenser le meilleur single pop britannique de l'année précédente. Le prix a été conçu par le fondateur de Popjustice, Peter Robinson, en 2003, en réaction à ce qu'il percevait comme la nature pompeuse et élitiste du Mercury Prize existant, qui récompense le meilleur album de l'année précédente, et en particulier son exclusion des groupes de musique pop au profit de ceux issus de genres plus ésotériques. La liste des candidats retenus pour le prix Popjustice est annoncée en septembre de chaque année et le lauréat est désigné le mois suivant, pour coïncider avec la remise du Mercury Prize. Popjustice remet un prix symbolique de 20 £ au lauréat de son prix, contrairement aux 20 000 £ remis au lauréat du Mercury Prize.
| Année | Travail nommé | Catégorie               | Résultat   |
| ----- | ------------- | ----------------------- | ---------- |
| 2006  | Dare          | Best British Pop Single | Nomination |

## Q Awards
Les Q Awards est une cérémonie annuelle de récompenses fondée par le magazine musical Q. Gorillaz a reçu quatre awards pour sept nominations.
| Année | Travail nommé  | Catégorie                             | Résultat   |
| ----- | -------------- | ------------------------------------- | ---------- |
| 2001  | Clint Eastwood | Best Video                            | Lauréat    |
| 2001  | Gorillaz       | Best Producer (Dan Nakamura)          | Nomination |
| 2005  | Feel Good Inc. | Best Video                            | Lauréat    |
| 2005  | Gorillaz       | Best Producer (Gorillaz/Danger Mouse) | Lauréat    |
| 2010  | Plastic Beach  | Best Album                            | Nomination |
| 2010  | Stylo          | Best Video                            | Nomination |
| 2017  | Humanz         | Best Album                            | Lauréat    |

## BT Music Digital Awards
Les BT Digital Music Awards (en) ont été créés au Royaume-Uni en 2001 ont lieu de façon annuel. Gorillaz a reçu quatre awards pour sept nominations.
| Année | Travail nommé                           | Catégorie             | Résultat   |
| ----- | --------------------------------------- | --------------------- | ---------- |
| 2005  | Gorillaz                                | Artist of the Year    | Lauréat    |
| 2005  | Gorillaz                                | Best Dance Artist     | Lauréat    |
| 2010  | Gorillaz                                | Artist of the Year    | Lauréat    |
| 2010  | Gorillaz "Plastic Beach App"            | Best Music App        | Nomination |
| 2010  | Gorillaz "Escape to Plastic Beach" Game | Best Music App        | Nomination |
| 2010  | Gorillaz "Escape to Plastic Beach" Game | Best Artist Promotion | Lauréat    |
| 2010  | Gorillaz "Plastic Beach" iTunes album   | Best Artist Promotion | Nomination |

## UK Music Video Awards
Les UK Music Video Awards est une cérémonie annuelle de récompenses fondée en 2008 afin de reconnaître la créativité, l'excellence technique et l'innovation dans les clips musicaux et des animations pour la musique. Gorillaz a reçu un award pour trois nominations.
| Année | Travail nommé                   | Catégorie              | Résultat   |
| ----- | ------------------------------- | ---------------------- | ---------- |
| 2010  | On Melancholy Hill              | Best Animation         | Lauréat    |
| 2012  | DoYaThing                       | Best Animation         | Nomination |
| 2017  | Saturnz Barz (Spirit House) 360 | Best Interactive Video | Nomination |

## Webby Awards
Un Webby Award est une récompense d'excellence sur Internet présentée tous les ans par l'International Academy of Digital Arts and Sciences.
| Année | Travail nommé                          | Catégorie                                       | Résultat |
| ----- | -------------------------------------- | ----------------------------------------------- | -------- |
| 2006  | Gorillaz                               | Special Achievement - Artist of the Year        | Lauréat  |
| 2018  | GORILLAZ X E.ON: A SOLAR COLLABORATION | Online Film & Video - Music (Branded)           | Lauréat  |
| 2019  | Gorillaz - #FreeMurdoc chatbot         | Games & Entertainment - Apps, Mobile, and Voice | Lauréat  |

## Electronic Music Awards
| Année | Travail nommé | Catégorie         | Résultat   |
| ----- | ------------- | ----------------- | ---------- |
| 2017  | Humanz        | Album of the Year | Nomination |

## Jim Henson Honors
Les Jim Henson Honors est un programme de récompenses fondé par The Jim Henson Company en 2005. Gorillaz a reçu un award pour une seule nomination.
| Année | Travail nommé | Catégorie                       | Résultat |
| ----- | ------------- | ------------------------------- | -------- |
| 2005  | Gorillaz      | The Jim Henson Creativity Honor | Lauréat  |